# Michel Picard (écrivain)
Pour les articles homonymes, voir Michel Picard et Picard (homonymie).
Michel Picard est un professeur, écrivain et critique littéraire né à Nancy le 15 août 1931

## Biographie
Romancier, essayiste, universitaire, Michel Picard publie très jeune (sous pseudonyme) deux romans chez Gallimard et collabore régulièrement à la N.R.F. Il est né à Nancy, où il a fait ses études puis enseigné, d'abord à l'École Normale d'Institutrices, ensuite à la faculté des Lettres. Agrégé de Lettres, il soutient en janvier 1971 à la Sorbonne une thèse de Doctorat d'État qui suscite intérêt et controverse, tant pour l'œuvre choisie, celle de Roger Vailland, que pour la méthode adoptée. 
D'où un compte rendu de soutenance dans Le Monde, la publication rapide de la thèse, une ou deux attaques violentes et plusieurs articles élogieux (dont deux pages d'Étiemble dans Le Nouvel Observateur),. Élu professeur la même année à l'université de Reims, il y crée une formation de 3e cycle et surtout, en 1977, un Centre de recherche sur la lecture littéraire qui va contribuer activement au renouvellement de la théorie littéraire des années 1980 (et qui existe toujours).
Dans ce cadre, il organise plusieurs colloques internationaux, dont certains feront date. Il fait de nombreuses conférences en France et à l'étranger et publie plus d'une centaine d'articles. Treize ans directeur du Département de Français, il sera membre du Conseil National des Universités et dirigera à sa création l'école doctorale. En 1986, il publie La lecture comme jeu, puis, en 1989, Lire le temps, essais devenus des classiques, où il analyse la littérature non comme un objet (bibliothèque, volume ou « texte ») mais comme une activité - celle-ci étant non l'écriture mais la lecture, une certaine sorte de lecture, entièrement définissable en tant que jeu. En 2002, La Tentation étendra la thèse à l'art en général, à partir de la célèbre gravure de Callot. Cependant, joignant la pratique à la théorie, il poursuit son œuvre romanesque et a publié depuis 1997 quatre romans, dont l'un, notamment, Matantemma, a retenu l'attention de la critique et obtenu un prix.
Michel Picard a été conseiller municipal et communautaire à Nancy, de 1995 à 2001. D'autre part, à l'occasion d'un colloque international dont le point de départ était ses travaux sur la "lecture littéraire", il a reçu en mai 2018 des mains du maire la médaille de la Ville de Reims "pour son action".